# Microcalcarifera decora
Microcalcarifera decora là một loài bướm đêm trong họ Geometridae.